# Kaizo (género de videojuegos)
El término Kaizo define un género de videojuegos de alta dificultad derivados de la serie Super Mario, originalmente creado por T. Takemoto.

## Origen
Los fanáticos del videojuego de 1990 Super Mario World, modificaron el juego para crear niveles muy difíciles de superar. Una versión de estas modificaciones, Kaizo Mario World, asoció la palabra japonesa  (改造 kaizō?) (lit. 'remodelación') con este género de videojuego. Estos juegos de plataformas están diseñados para poner a prueba la paciencia y la habilidad del jugador al tiempo que abusan elementos de travesura y misterio. Por ejemplo, un juego de Kaizo puede requerir que el jugador realice saltos técnicos y precisos para cruzar una gran brecha, y el jugador termina golpeando un bloque invisible al final de la brecha causando su muerte, haciéndolo comenzar desde cero. El juego original de Kaizo también se conocía como «Asshole Mario» (traducción aproximada 'Mario desagradable').
Ya que los juegos de Kaizo son lanzados de forma no oficial, tradicionalmente se jugaban en emuladores de videojuegos o cartuchos que permitían a los usuarios cargar sus propios juegos. Los fanáticos y creadores de juegos de Kaizo armaron una «escena» que se expandió con el lanzamiento de Super Mario Maker, un videojuego de 2015 que permite a los jugadores crear niveles personalizados sin modificación de código. Los miembros de la comunidad de Kaizo juegan, califican y comparan juegos para discutirlos en Discord, YouTube y Twitch. Muchos juegos de Kaizo son divertidos de ver simplemente por su intensa dificultad. Algunos juegos incluyen chistes internos de la comunidad. Kotaku describió a la comunidad como «amigable, competitiva y creativa» con jugadores famosos y jugadores nuevos. 
Muchos creadores de juegos de Kaizo crean sus juegos en secciones usando partidas guardadas, finalmente juntando las secciones para jugarlos completos.
Entre los creadores notables de Kaizo se encuentran BarbarousKing, PangaeaPanga y GrandPOOBear, quienes también hacen speedruns y retransmisión de videojuegos en directo de juegos en el género. Los juegos notables dentro del género incluyen Grand Poo World, Quickie World, Super Dram World, Super Panga World, Invictus y Kaizo Mario Trilogy. Los juegos de Kaizo también tuvieron apariciones en los maratones de speedruns de Games Done Quick. 
Esta escena continuó con el lanzamiento de la secuela de Mario Maker en 2019. Una creación notable era una edición de Mundo 1-1 de Super Mario Bros. (1985) con «docenas de barras de fuego giratorias», haciendo el nivel casi imposible.